# أوبيد إسترادا
أوبيد إسترادا (بالإسبانية: Obed Estrada)‏ هو لاعب كرة قدم مكسيكي، ولد في 31 يوليو 1994. لعب مع Loros UdeC ‏.